# Jan Tomáš Vojtěch Berghauer
Jan Tomáš Vojtěch Berghauer, lat. Ioannes Thomas Adalbertus Berghauer, něm. Johann Thomas Adalbert Berghauer (8. října 1674 Cheb – 13. března 1760 Praha) byl český římskokatolický kněz, historik, teolog a spisovatel, první životopisec sv. Jana Nepomuckého.
Absolvoval gymnázium jezuitů v Chebu, univerzitní studia filozofie, teologie a práv na Karlově univerzitě v Praze a arcibiskupský kněžský seminář. Prošel praxí venkovského kněze v Řehlovicích, přitom stále studoval historii a psal. Ačkoliv byl rodem etnický Němec, zařadil se mezi české národní obrozence. Proslavil se oficiálním životopisem sv. Jana Nepomuckého, opakovaně vydávaným a překládaným do dalších jazyků. Byl nesídelním kanovníkem Vyšehradské kapituly, teprve roku 1749 byl zvolen jejím děkanem, a současně povýšen do šlechtického stavu rytířů. Užíval pak zelený erbovní štít se třemi zlatými vrchy, v klenotu mitru a berlu preláta.

## Dílo
- Protomartyr poenitentiae...divus Joannes Nepomucenus. Augsburg, Graz 1736
- Bibliomacheia, 1746